# Manuel Blum

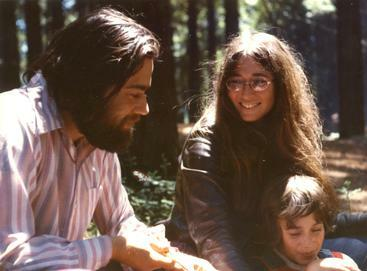
Manuel Blum (links), Lenore Blum, Avrim Blum, 1973

Manuel Blum (* 26. April 1938 in Caracas, Venezuela) ist ein US-amerikanischer Informatiker, der 1995 „in Anerkennung seiner Beiträge zu den Grundlagen der algorithmischen Komplexitätstheorie sowie deren Anwendung in der Kryptographie und der Fehlerüberprüfung von Programmen“ den Turing Award erhielt.

## Leben
Blum studierte am MIT, wo er 1959 einen Bachelor und 1961 einen Master in Elektrotechnik erwarb. 1964 wurde er bei Marvin Minsky in Mathematik promoviert (A Machine-Independent Theory of the Complexity of Recursive Functions).
In der Folge war er bis zum Jahr 2000 als Professor für Informatik an der University of California, Berkeley tätig. 1971 wurde er Sloan Research Fellow.
Zuletzt war Manuel Blum Bruce-Nelson-Professor für Informatik an der Carnegie Mellon University, wo auch seine Frau, Lenore Blum, und sein Sohn, Avrim Blum, als Informatikprofessoren lehrten. Im Jahr 2018 traten die Blums aus Protest über angeblichen Sexismus an der Carnegie Mellon von allen ihren Positionen zurück.

## Werk
In den 1960er Jahren entwickelte er eine von konkreten Maschinenmodellen unabhängige axiomatische Komplexitätstheorie basierend auf einer Gödel-Nummerierung und den Blumschen Axiomen. Diese Theorie lieferte konkrete Ergebnisse wie das Kompressions-Theorem, den Lückensatz von Borodin und das berühmte Blumsche Speedup-Theorem.
Seine weiteren Arbeiten beinhalten einen zeitlinearen Selektionsalgorithmus (mit Vaughan Pratt, Robert Floyd, Robert Tarjan und Ron Rivest, Median of median Algorithmus 1973), den Blum-Blum-Shub-Generator, das Blum-Goldwasser-Kryptosystem und in neuerer Zeit CAPTCHAs.
Seine Doktoranden haben mit einer ungewöhnlichen Häufigkeit bedeutende akademische Karrieren gemacht, darunter Leonard Adleman, Luis von Ahn, Shafrira Goldwasser, Russell Impagliazzo, Silvio Micali, Gary L. Miller, Moni Naor, Steven Rudich, Michael Sipser, Ryan Williams, sowie Umesh und Vijay Vazirani.

## Auszeichnungen (Auswahl)
- 1986: Gastredner auf dem Internationalen Mathematikerkongress in Berkeley (How to prove a theorem so no one else can claim it)
- 1987: Fellow der IEEE
- 1988: Fellow der American Association for the Advancement of Science
- 1995: Turing Award und Fellow der American Academy of Arts and Sciences
- 2002: Mitglied der National Academy of Sciences